# Richard Montgomery
Richard Montgomery (n. 2 decembrie 1738 – d. 31 decembrie 1775) a fost un ofițer de origine irlandeză, care a luptat mai întâi în Armata Britanică. Ulterior a devenit general-maior în Armata Continentală în timpul Războiului American de Independență și a rămas celebru pentru conducerea Invazia Canadei⁠(en)[traduceți] din 1775.
Montgomery s-a născut și a crescut în Irlanda. În 1754, s-a înscris la Trinity College, Dublin⁠(en)[traduceți], și după doi ani s-a înrolat în armata britanică pentru a lupta în Războiul Francez și Indian. A înaintat constant în grad, luptând în America de Nord și apoi în Caraibe. După război, a fost încartiruit la Fort Detroit în timpul Războiului lui Pontiac⁠(en)[traduceți], după care a revenit în Marea Britanie din motive de sănătate. În 1773, Montgomery a revenit în cele treisprezece colonii, s-a căsătorit cu Janet Livingston, și s-a apucat de agricultură.
Când a izbucnit Războiul American de Independență, Montgomery a luptat de partea coloniștilor, și a fost ales în Congresul Provincial New York în mai 1775. În iunie 1775, el a fost numit general de brigadă în Armata Continentală. După ce Phillip Schuyler⁠(en)[traduceți] a devenit prea bolnav pentru a conduce invazia Canadei, Montgomery a preluat comanda. El a cucerit Fort St. Johns și apoi Montrealul în noiembrie 1775, după care a înaintat spre Quebec City unde s-a alăturat altei forțe aflate sub comanda lui Benedict Arnold. La 31 decembrie, el a condus atacul asupra orașului, dar a fost ucis în luptă. Britanicii i-au găsit trupul și l-au înmormântat cu respect, rămășițele fiind însă transferate la New York City în 1818.